# Апостольский викариат Коморского архипелага
Апостольский викариат Коморского архипелага (лат. Apostolicus Vicariatus Insularum Comorensium) — территориально-администратовная единица Римско-католической церкви, расположенная на Коморских островах с центром в городе Морони, Коморы.

## История
Римско-католическая церковь присутствует на Коморских островах постоянно с 40-х годов XIX века. 5 июня 1975 года Святым Престолом была образована Апостольская администрация Коморского архипелага, выделившаяся из мадагаскарской епархии Амбанжа. 1 мая 2010 года Апостольская Администрация Коморского архипелага была преобразована в Апостольский викариат Коморского архипелага.

## Ординарии
- священник Léon-Adolphe Messmer, O.F.M. Cap. (5.06.1975 г. — 2.05.1980 г.);
- священник Jean Berchmans Eugène Jung, O.F.M. Cap. (2.05.1980 г. — 1983 г.);
- священник Jan Szpilka, S.D.S. (1.04.1998 г. — 6.06.2006 г.);
- священник Jan Geerits, S.D.S. (6.06.2006 г. — 1.05.2010 г.);
- епископ Charles Mahuza Yava, S.D.S. (1.05.2010 г. — по настоящее время).

## Источник
- Annuario Pontificio, Libreria Editrice Vaticana, Città del Vaticano, 2003, ISBN 88-209-7422-3